# 昭和残侠伝 一匹狼
『昭和残侠伝 一匹狼』（しょうわざんきょうでん いっぴきおおかみ）は、1966年7月9日に公開された日本映画。監督は佐伯清、主演は高倉健、製作は東映である。昭和残侠伝シリーズの第3作。

## ストーリー
時は昭和初期、関東島津組の武井繁次郎は刺客である桂木竜三に親分を殺された。敵である弁天一家の親分を殺して4年も入獄する…。

## スタッフ
- 監督：佐伯清
- 脚本：松本功、山本英明
- 企画：俊藤浩滋、吉田達
- 助監督：山口和彦
- 撮影：星島一郎
- 音楽：菊池俊輔
- 美術：藤田博
- 録音：加瀬寿士
- 照明：桑名史郎
- 編集：長沢嘉樹

## 出演者
- 武井繁次郎：高倉健
- 桂木美恵：藤純子
- 秋津加代：扇千景
- ネコ：曽根晴美
- 浜田勇吉：御木本伸介
- 磯吉：沢彰謙
- 竜巻の寅：佐藤京一
- 木崎：高木二朗
- 源治：ミスター珍
- ホラ留：潮健児
- 弁慶松：小島慶四郎
- 高岡：杉義一
- 仙太：大前均
- 文治：北山達也
- 五月不二子：雪代敬子
- 西川：河合絃司
- 医師：片山滉
- 中村菊之丞：加賀屋玉之助
- サンマの勝：佐藤晟也
- 彦造：藤山竜一
- 鮫平：北川恵一
- 弁天一家幹部：日尾孝司
- 仲買：岡野耕作
- 網元：小塚十紀雄
- 網子：須賀良
- 忠一：山之内修
- 賭場の壷振り：伊達弘
- 象潟署の巡査：北峰有二
- 古山：久保一
- 飯塚：志摩栄
- 幸平：土山登士幸
- 利助：菅原壮男
- 清七：山浦栄
- 加藤：佐川二郎
- 網子：沢田浩二
- 銀五郎の妾：伊藤慶子
- 弁天一家幹部：水城一狼
- 賭場の男：五野上力
- 網元：山田甲一
- 民雄：松平峯夫
- 川崎銀五郎：河津清三郎
- 本間昌作：中村竹弥
- 秋津政太郎：島田正吾
- 桂木竜三：池部良
- 賭場の男：泉福之助（ノンクレジット）